# Куватово (Баймацький район)
Кува́тово (рос. Куватово, башк. Ҡыуат) — присілок у складі Баймацького району Башкортостану, Росія. Входить до складу Абдулкарімовської сільської ради.
Населення — 198 осіб (2010; 239 в 2002).
Національний склад:
- башкири — 99%